# Helgoland (Schiff, 1939)
Die elektrisch angetriebene Helgoland fuhr ab 1939 mit Heimathafen Hamburg für den Seebäderdienst der Hapag und wurde 1948 versenkt.

## Geschichte
Auf der F. Lindenau Schiffswerft in Memel lief am 6. Mai 1939 das Turbo-Elektroschiff Helgoland von Stapel und wurde im Herbst 1939 an den Seebäderdienst der Hapag abgeliefert. Die Helgoland  war mit 2950 BRT das größte und modernste Schiff, das die Hapag für den Helgoland-Dienst eingesetzt hatte. Außerdem galt es das größte der bis dahin gebauten Schiffe mit einem Voith-Schneider-Antrieb, mit dem Verzicht auf ein herkömmliches Ruder und dem Vorteil einer guten Manövrierbarkeit. Allerdings gab es auf der Helgoland Probleme mit dem neuartigen Antrieb.
Daher wurde sie zu Beginn des Zweiten Weltkriegs nicht, wie ursprünglich von der Kriegsmarine geplant, zum Minenleger umgerüstet. Sie wurde als Marinewohnschiff zum Marinestützpunkt Cuxhaven verlegt. Hier erhielt sie einen Liegeplatz am Lenzkai, der sich im östlichen Teil des Amerikahafens befindlichen Marinehafen befand. Auf der Helgoland befand sich das Hauptquartier für die in Cuxhaven stationierten Minensuch- und anderen Sicherungskräfte, die ab 1942 in der 5. Sicherungs-Division zusammengefasst wurden.
Die Helgoland brannte im März 1946 an ihrem Liegeplatz in Cuxhaven aus und konnte nicht wie geplant als Reparationsleistung an Großbritannien abgeliefert werden. Sie wurde für Reparaturmaßnahmen zur Deutschen Werft in Hamburg-Finkenwerder verschleppt und 1948 mit einer Ladung Gasmunition und Sprengstoff versenkt.